# Hui He (vattendrag i Kina, Inre Mongoliet)
Hui He är ett vattendrag i Kina. Det ligger i den autonoma regionen Inre Mongoliet, i den norra delen av landet, omkring 1 100 kilometer nordost om regionhuvudstaden Hohhot.
Genomsnittlig årsnederbörd är 547 millimeter. Den regnigaste månaden är juli, med i genomsnitt 141 mm nederbörd, och den torraste är februari, med 7 mm nederbörd.